# Instituto Max-Planck de Biología Celular
El Instituto Max Planck de Biología Celular fue un instituto de investigación cuya sede se situaba en Ladenburg .
Fue fundado en 1947 como el Instituto Kaiser Wilhelm de Biología Marina . Después de la fundación de la Sociedad Max Planck como organización sucesora de la Sociedad Kaiser Wilhelm, pasó a llamarse Instituto Max Planck de Biología Marina y en 1968 Instituto Max Planck de Biología Celular. En el año 1977, el instituto se trasladó de Wilhelmshaven a Ladenburg, cerca de Heidelberg. El 1 En julio de 2003 el instituto fue clausurado.

## Enlaces
- Página web oficial
- Página con datos del instituto en el archivo de la Sociedad Max Planck, Berlín-Dahlem Archivado el 9 de septiembre de 2013 en Wayback Machine.

- Datos: Q1277885